# Światowy Dzień NGO
Światowy Dzień NGO (Światowy Dzień Organizacji Pozarządowych) – międzynarodowy dzień kalendarzowy obchodzony corocznie 27 lutego. Oficjalnie uznany i ogłoszony przez 12 państw członkowskich IX Forum Organizacji Pozarządowych Morza Bałtyckiego Rady Państw Morza Bałtyckiego w 2010 r. i po raz pierwszy naznaczony przez ONZ, przywódców UE i organizacje międzynarodowe w 2014 r.

## Historia
Światowy Dzień NGO, 27 lutego, został ustanowiony przez brytyjską organizację humanitarną Marcis Liors Skadmanis. Światowy Dzień NGO został oficjalnie uznany przez Forum Organizacji Pozarządowych Morza Bałtyckiego Rady Państw Morza Bałtyckiego w dniu 17 kwietnia 2010 r. Państwami członkowskimi Bałtyckiego Forum NGO były Białoruś, Dania, Estonia, Finlandia, Niemcy, Islandia, Łotwa, Litwa, Polska, Rosja, Norwegia i Szwecja.
W dniu 27 lutego 2014 r. minister rozwoju międzynarodowego Pekka Haavisto, dyrektor wykonawczy Biura ONZ ds. Usług projektowych (UNOPS) Jan Mattsson, europejski komisarz ds. Rozwoju Andris Piebalgs, sekretarz generalny Sekretariatu Rady Nordyckiej, Britt Bohlin, Asystent UNESCO Dyrektor Generalny Eric Falt i administrator Narodów Zjednoczonych ds. Rozwoju (UNDP) Helen Clark, była minister ds. Kobiet w Iranie Mahnaz Afkhami i przywódcy NGO, byli pierwszymi uczestnikami Światowego Dnia NGO w Helsinkach w Finlandii.

## Opis
Światowy Dzień NGO ma na celu zainspirowanie ludzi do aktywniejszego zaangażowania się w organizacje pozarządowe i zachęcanie do większej symbiozy między organizacjami pozarządowymi oraz sektorem publicznym i prywatnym. Uniwersalną koncepcją Światowego Dnia NGO jest świętowanie, upamiętnienie i współpraca różnych organizacji pozarządowych na całym świecie oraz osób stojących za nimi.
Światowy Dzień NGO to dzień dla organizacji pozarządowych na całym świecie, podczas którego mogą dzielić się wiedzą i doświadczeniami. Ma na celu edukowanie osób z całego świata na temat organizacji pozarządowych i ich wpływu. Światowy Dzień NGO daje okazję do uczczenia i zapamiętania założycieli organizacji pozarządowych, jak również ich pracowników, wolontariuszy, członków i sympatyków.

## Obszar
Każdego roku Światowy Dzień NGO obchodzony jest od Nowej Zelandii i Australii, aż po Amerykę Północną i Południową, skupiając osoby wspierające ich działalność z sektora pozarządowego, międzynarodowych przywódców rządowych, osoby z organizacji multilateralnych i bilateralnych, sektorów prywatnych, społeczności, nauczycieli, studentów i ekspertów. Światowy Dzień NGO został oznaczony jako święto w 89 krajach na sześciu kontynentach w latach 2010–2018.

## Oficjalny hashtag
Oficjalny hashtag: #DziękiNGO, #WorldNGODay.